# Hurrikan Irene-Olivia
Hurrikan Irene-Olivia war der erste aufgezeichnete tropische Wirbelsturm, der aus dem Atlantischen Ozean in den östlichen Pazifischen Ozean wanderte. Er hatte seinen Ursprung in einem tropischen Tiefdruckgebiet, das sich am 11. September 1971 im tropischen Atlantik bildete. Der Wirbelsturm zog in einer sehr niedrigen geographischen Breite fast genau westwärts, passierte die südlichen Inseln über dem Winde und später den Norden von Südamerika. Im südwestlichen Karibischen Meer intensivierte sich das System zum tropischen Sturm und später zum Hurrikan. Irene zog im Südosten Nicaraguas am 19. September über Land und behielt seine Zirkulation bei, als der Sturm das nicaraguanische Tiefland überquerte. Nachdem das System sich über dem Pazifik wieder intensiviert hatte, wurde Irene in Olivia umbenannt. Der Hurrikan erreichte schließlich mit andauernden Windgeschwindigkeiten von 185 km/h seine größte Stärke. Olivia schwächte sich deutlich ab, bevor er am 30. September über Niederkalifornien hinwegzog und sich am Tag darauf auflöste.
Im Atlantik erzeugte Irene mäßige Niederschläge und Winde entlang seines Pfades, doch die Auswirkungen waren am größten in Nicaragua, dessen Küste Irene als Hurrikan überquerte. Insgesamt wurden 96 Häuser zerstört und 1200 Personen obdachlos. Starkregen führte zu Überschwemmungen, die in Rivas drei Personen töteten. Im benachbarten Costa Rica führte Hurrikan Irene zu Schäden von mehr als einer Million US-Dollar (1971) an der Bananenernte. Später führte das Resttief Olivias im Südwesten der Vereinigten Staaten zu starken Niederschlägen. In der Nähe von Yuma, Arizona, kam es zu Überflutungen und in den Höhenlagen der Rocky Mountains zu starken Schneefällen.

## Sturmverlauf

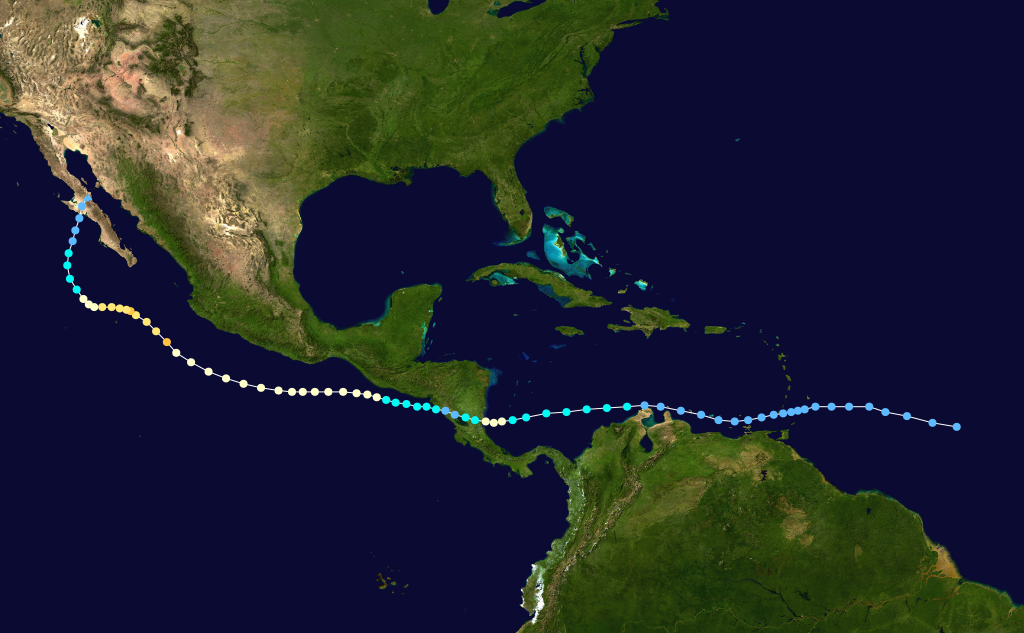
Zugbahn des Hurrikans

Die Ursprünge des Hurrikans lagen in einer tropischen Welle, die sich am 7. September von der Küste Westafrikas löste. Diese zog rasch westwärts über den Atlantischen Ozean und entwickelte sich am 11. September etwa 1300 km östlich der Inseln über dem Winde in ein tropisches Tiefdruckgebiet. Am Tag, an dem es sich bildete, war das Tiefdruckgebiet eines von sieben weiteren tropischen Systemen, die an dem Tag im atlantischen Becken aktiv waren, was den 11. September zu einem der aktivsten Tage seit Beginn der systematischen Aufzeichnung des tropischen Wettergeschehens machte. Das System existierte ziemlich weit südlich und seine Intensivierung wurde durch die ungünstige Kombination von Hurrikan Ginger und einem langen Trog im Nordwesten zunächst verhindert. Am 13. September zog das Tiefdruckgebiet direkt südlich an Barbados vorbei und gelangte ins Karibische Meer. Durch den Einfluss des südamerikanischen Festlands wurde das Zentrum schlecht definiert und in die Breite gezogen. Curaçao meldete dennoch andauernde Windgeschwindigkeiten, die nahezu Sturmstärke erreichten, als das System am 16. September die Insel überquerte. Das System zog nahe am oder über den Norden Venezuela und Kolumbiens. Als es sich dem westlichen Karibischen Meer näherte, war das System in der Lage, sich besser zu organisieren, da die Landmasse Südamerikas und der Trog in Norden weniger Einfluss ausübten. Am 17. September um 00:00 Uhr UTC erreichte das Tiefdrucksystem den Status eines tropischen Sturmes und erhielt den Namen Irene, als es sich etwa 560 km östlich von San Andrés befand. Zunächst gingen die Vorhersagen davon aus, dass Irene eine westnordwestliche Zugbahn in Richtung nordwestlicher Karibik einschlagen und so dem Pfad des destruktiven Hurrikans Edith folgen würde, der zwei Wochen vorher aktiv war.

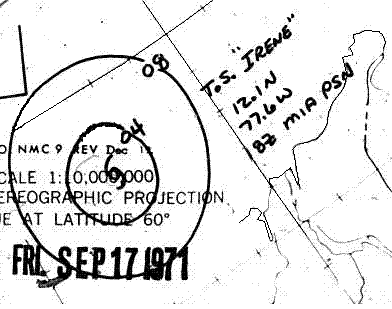
Oberflächenwetterkarte vom 17. September 1971

Als tropischer Sturm intensivierte sich Irene auf dem Weg über das südwestliche Karibische Meer stetig. Spät am 18. September erreichte Irene kurz vor dem Erreichen der Küste Zentralamerikas die Stärke eines Hurrikans und mit andauernden Windgeschwindigkeiten von 130 km/h auch die Spitzenintensität im Atlantischen Ozean. Als sich Irene verstärkte, bildete sich ein Auge und spiralförmige Wolkenbänder, die über Panama hinweg in den Pazifischen Ozean reichten. Hurrikan Irene verlor bei der Annäherung an die Küste ein wenig Kraft, obwohl der zentrale Luftdruck auf 989 mbar sank. Am 19. September gelangte der Hurrikan in der Región Autónoma del Atlántico Sur über Land, als erster tropischer Wirbelsturm, der seit 1911 südlich von Bluefields auf die Küste Nicaraguas traf. Irene schwächte sich über Land innerhalb von achtzehn Stunden zu einem tropischen Tiefdruckgebiet ab. Die Zirkulation blieb jedoch über dem Flachland im Süden Nicaraguas organisiert, vermutlich weil das System den Nicaraguasee überquerte. Nach dem Erreichen des Pazifiks am 20. September erstarkte das Tiefdruckgebiet erneut zu einem tropischen Sturm; als solcher erhielt das System den Namen Olivia. Es war das erste Mal, dass der Übergang eines tropischen Wirbelsturms aus dem Atlantik über Zentralamerika hinweg in den Pazifik beobachtet worden war; spätere Forschungen wiesen jedoch darauf hin, dass auch frühere Stürme dieses Merkmal aufwiesen, doch war dies damals nicht bekannt.
Als pazifischer Hurrikan wies Olivia eine gut definierte Ausströmung auf. Der Sturm intensivierte sich stetig, als er parallel zur Südküste Zentralamerikas westwärts wanderte. Spät am 21. September fand die Besatzung eines Aufklärungsflugzeuges Windgeschwindigkeiten von 130 km/h und ein Auge mit einem Durchmesser von 37 km vor, weswegen Olivia zu einem Hurrikan hochgestuft wurde. Über mehrere Tage hinweg bewegte sich Olivia vor der mexikanischen Küste in westlicher bis westnordwestlicher Richtung, doch der genaue Verlauf der Intensität des Sturmes war aufgrund des Fehlens genauer Beobachtungen unbekannt. Am 25. September wurde das Auge auf Satellitenbildern sehr deutlich erkennbar und basierend auf einem Bericht der Hurricane Hunter geht man davon aus, dass Olivia den Höhepunkt des Existenzzyklus mit andauernden Windgeschwindigkeiten von 185 km/h etwa 395 km südwestlich von Manzanillo, Colima erreichte. Zu dem Zeitpunkt wurde ein Luftdruck von 948 mbar ermittelt, was der niedrigste gemessene Luftdruck der pazifischen Hurrikansaison 1971 war.
Die Intensität von Hurrikan Olivia wechselte in den nächsten beiden Tagen, als ein Rücken über dem Nordwesten Mexikos den Wirbelsturm von der Küste des Festlandes weg westwärts steuerte. Früh am 26. September ging die Windgeschwindigkeit auf 165 km/h zurück, bevor sie rasch noch einmal die vorherige Spitzenstärke erreichte. Danach gelangte trockene Luft in die Zirkulation, und über kühlerem Wasser begann Olivia sich abzuschwächen. Das Auge erschien weniger organisiert und verschwand schließlich. Spät am 28. September schwächte sich Olivia zum tropischen Sturm ab, nachdem der Sturm eine nordwestliche Richtung eingeschlagen hatte und dann auf Nord drehte. Etwa 24 Stunden schwächte sich Olivia bei der Annäherung an die Küste Niederkaliforniens zu einem tropischen Tiefdruckgebiet ab. Der Großteil der Gewitteraktivität verschwand bis zu dem Zeitpunkt, als das Tiefdruckgebiet am 30. September über Land zog. Am nächsten Tag löste sich Olivia in der Nähe der Bundesstaaten Baja California und Baja California Sur auf.

## Auswirkungen und Rekorde

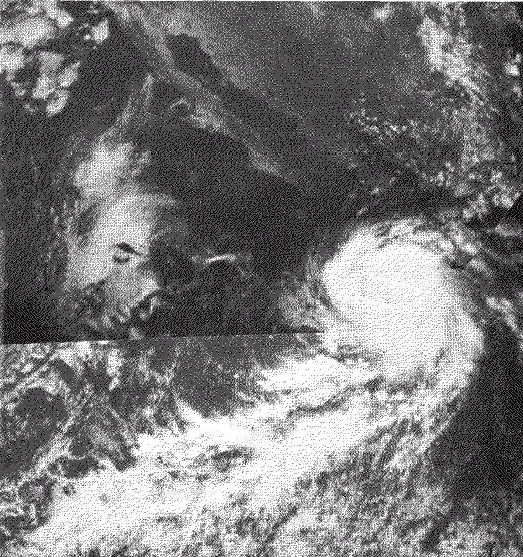
Hurrikan Olivia südwestlich von Mexiko

Als tropisches Tiefdruckgebiet erzeugte Irene auf Barbados eine Bö mit 69 km/h. Auf Trinidad fielen 85,1 mm Niederschlag. Vor dem Eintreffen des Systems wiesen die Behörden auf die Gefahr von Sturzfluten im Norden Venezuelas und auf den ABC-Inseln hin. Später streifte der Tropische Sturm Irene die Insel San Andrés in der westlichen Karibik mit orkanartigen Winden, doch von dort wurde kein größerer Schaden gemeldet.
Vor dem Landfall des Hurrikans in Nicaragua evakuierte die Armee des Landes etwa fünfhundert Personen aus einer Siedlung bei Bluefields, und entlang der Küste wurden die Menschen aufgefordert, mit ihren Booten im Hafen zu bleiben. Als der Hurrikan an Land zog, wurden in Bluefields andauernde Windgeschwindigkeiten von 74 km/h gemessen. Durch den Wind wurden 27 Häuser in der Region zerstört. Aus der nur dünn besiedelten Region, in der der Sturm an Land zog, gibt es keine Messungen, doch ist davon auszugehen, dass der Sturm dort Hurrikanstärke erreichte. Im südöstlichen Nicaragua wurde durch Aufklärungsflugzeuge schwere Schäden an Gebäuden und Baumbewuchs festgestellt. Satellitenbilder weisen darauf hin, dass von Panama bis Honduras starke Regenfälle niedergingen, und eine Messstelle in Nicaragua meldete mehr als 160 mm Niederschlag. In vielen Ortschaften verursachte der Regen Überflutungen; in Rivas wurden dadurch drei Personen getötet. 35 Häuser am Ufer eines Flusses wurden überschwemmt, und an einem anderen Fluss schwemmte das Hochwasser die Ernte und persönliche Habe der Bewohner von drei Dörfern davon. Im gesamten Land zerstörte der Hurrikan 96 Häuser, rund 1200 Bewohner wurden dadurch obdachlos. In Costa Rica führte der Durchzug von Irene zu Schäden von mehr als einer Million US-Dollar an der Bananenernte.
In der Spätphase seiner Existenz brachte Hurrikan Olivia Feuchtigkeit in den Südwesten der Vereinigten Staaten. Mehr als 50 mm Niederschlag wurde aus Arizona und New Mexico gemeldet. Leichtere Niederschläge gelangten auch in den Westen von Texas und den Südosten Kaliforniens. Der National Weather Service warnte deswegen vor Sturzfluten in der Region. In der Nähe von Yuma (Arizona) führten Gewitter zu Stromausfällen und zur Überflutung eines Teiles des U.S. Highways 95. In den höheren Lagen der Rocky Mountains fielen große Mengen Schnee.
Hurrikan Irene-Olivia ist ungewöhnlich, weil er die Passage vom Atlantischen in den Pazifischen Ozean überstanden hat. Nur sieben weitere Stürme sind bekannt, die ebenso vom Atlantik in den Pazifik gelangten und dabei ihre tropischen Eigenschaften behalten haben. Irene war der erste von drei solchen Stürmen in den 1970er Jahren, die zufälligerweise im Pazifik alle einen Namen mit einem O erhielten.

## Belege
1. 1 2 3 4 5 6 7 8 9 10  R.H. Simpson und John R. Hope: Atlantic Hurricane Season of 1971. In: Monthly Weather Review. 100. Jahrgang, Nr. 04. American Meteorological Society, April 1972, S. 256–267 (englisch, allenpress.com [PDF; abgerufen am 11. Februar 2010]).
2. 1 2 3  R.H. Simpson und John R. Hope: Atlantic Tropical Systems of 1971. In: Monthly Weather Review. 100. Jahrgang, Nr. 04. American Meteorological Society, April 1972, S. 268–275 (allenpress.com [PDF; abgerufen am 10. Februar 2011]).
3. ↑  Staff Writer:  Hurricane Edith on Irene Route (Memento des Originals vom 5. Juni 2016 im Internet Archive) In: Associated Press, 17. September 1971. Abgerufen am 11. Juni 2009  Info: Der Archivlink wurde automatisch eingesetzt und noch nicht geprüft. Bitte prüfe Original- und Archivlink gemäß Anleitung und entferne dann diesen Hinweis.
4. 1 2 3 4  NHC Hurricane Research Division: Atlantic hurricane best track. NOAA, 2009, abgerufen am 9. Juni 2000.
5. 1 2 3  William J. Denny: Eastern Pacific hurricane season of 1971. In: Monthly Weather Review. 100. Jahrgang, Nr. 04. American Meteorological Society, April 1972, S. 276–293 (englisch, noaa.gov [PDF; abgerufen am 11. Januar 2011]).
6. ↑  Joint Typhoon Warning Center: Annual Typhoon Report. (PDF) 1971, abgerufen am 11. Februar 2011.
7. ↑  Staff Writer: Edith Threatens Gulf Coast. In: Associated Press. 15. September 1971, archiviert vom Original am 3. Dezember 2015; abgerufen am 11. Juni 2009 (englisch).  Info: Der Archivlink wurde automatisch eingesetzt und noch nicht geprüft. Bitte prüfe Original- und Archivlink gemäß Anleitung und entferne dann diesen Hinweis.
8. ↑  Diaz et al.: Morphology and Marine Habitats of Two Southwestern Caribbean Atolls. (PDF; 1,6 MB) National Museum of Natural History, April 1996, abgerufen am 11. Februar 2011 (englisch).
9. ↑  Staff Writer: Storm Irene Loses Blow in Nicaragua. In: United Press International. 20. September 1971, archiviert vom Original am 3. Februar 2016; abgerufen am 12. Juni 2009 (englisch).  Info: Der Archivlink wurde automatisch eingesetzt und noch nicht geprüft. Bitte prüfe Original- und Archivlink gemäß Anleitung und entferne dann diesen Hinweis.
10. 1 2 3  Dirección General de Meteorología: Huracán Irene (1971). Instituto Nicaragüense de Estudios Territoiales, 7. Juli 2008, archiviert vom Original am 24. Oktober 2007; abgerufen am 11. Februar 2011 (spanisch).  Info: Der Archivlink wurde automatisch eingesetzt und noch nicht geprüft. Bitte prüfe Original- und Archivlink gemäß Anleitung und entferne dann diesen Hinweis.
11. 1 2  Staff Writer: Irene Reforming in Pacific Ocean. In: Associated Press. 21. September 1971, archiviert vom Original am 1. Februar 2016; abgerufen am 12. Juni 2009 (englisch).  Info: Der Archivlink wurde automatisch eingesetzt und noch nicht geprüft. Bitte prüfe Original- und Archivlink gemäß Anleitung und entferne dann diesen Hinweis.
12. ↑  Staff Writer: Banana Crop is Hit by Hurricane Irene. The Chillicothe Constitution-Tribune, 23. September 1971, ehemals im Original (nicht mehr online verfügbar); abgerufen am 12. Juni 2009 (englisch). (Seite nicht mehr abrufbar. Suche in Webarchiven)  Info: Der Link wurde automatisch als defekt markiert. Bitte prüfe den Link gemäß Anleitung und entferne dann diesen Hinweis.
13. ↑  Robert E. Taubensee: Weather and Circulation of September 1971. In: Monthly Weather Review. 99. Jahrgang, Nr. 12. American Meteorological Society, Dezember 1971, S. 986 (englisch, allenpress.com [PDF; abgerufen am 11. Februar 2011]).
14. ↑  Staff Writer: Major Weather Change Seen Possible in State. Avalanche-Journal, 1. Oktober 1971, archiviert vom Original am 26. November 2015; abgerufen am 12. Juni 2009 (englisch).  Info: Der Archivlink wurde automatisch eingesetzt und noch nicht geprüft. Bitte prüfe Original- und Archivlink gemäß Anleitung und entferne dann diesen Hinweis.
15. ↑  Jack Williams: Background: California's tropical storms. USA Today, 17. Mai 2005, abgerufen am 11. Februar 2011 (englisch).
16. 1 2  Staff Writer: Heavy Rains Lashing Southwest. The Huntington and Mount Union Daily News, 30. September 1971, ehemals im Original (nicht mehr online verfügbar); abgerufen am 12. Juni 2009 (englisch). (Seite nicht mehr abrufbar. Suche in Webarchiven)  Info: Der Link wurde automatisch als defekt markiert. Bitte prüfe den Link gemäß Anleitung und entferne dann diesen Hinweis.
17. ↑  Loren Listiak: Heavy Storm Sneaks Into Town. In: The Yuma Daily Sun. Archiviert vom Original am 13. Januar 2016; abgerufen am 12. Juni 2009 (englisch).  Info: Der Archivlink wurde automatisch eingesetzt und noch nicht geprüft. Bitte prüfe Original- und Archivlink gemäß Anleitung und entferne dann diesen Hinweis.
18. ↑  Stephen Caparotta; D. Walston; Steven Young; & Gary Padgett: Subject: E15) What tropical storms and hurricanes have moved from the Atlantic to the Northeast Pacific or vice versa? Atlantic Oceanographic and Meteorological Laboratory, abgerufen am 11. Februar 2011 (englisch).